# Marxdorf (Vierlinden)
Marxdorf ist ein Ortsteil der Gemeinde Vierlinden im brandenburgischen Landkreis Märkisch-Oderland.

## Geschichte
Erst als Marckwerßdorff, später in Markxdorf, dann Margstoff und seit 1805 ist der Ort als Marxdorf benannt worden. Marxdorf wurde 1244 erstmals urkundlich erwähnt. Der Ort ist ein typisches Angerdorf und vom Templerorden gegründet worden. Sie errichteten in der Mitte des 13. Jahrhunderts eine Dorfkirche. Später folgten als Lehnsherren des Johanniterordens, von 1556 bis 1571 zwischenzeitlich der brandenburgische Markgraf Hans von Küstrin sowie später der preußische König. In der Mitte des 20. Jahrhunderts erlebte der Ort einen bescheidenen wirtschaftlichen Aufschwung. Die Kirchengemeinde ließ daraufhin den Kirchturm in neogotischen Formen neu errichten. 1971 schloss die Dorfschule.
Die ehemalige Gemeinde schloss sich am 26. Oktober 2003 mit den bis dahin selbständigen Gemeinden Diedersdorf, Friedersdorf und Worin zur Gemeinde Vierlinden zusammen.

### Einwohnerentwicklung
| Jahr          | 1875 | 1890 | 1910 | 1925 | 1933 | 1946 | 1993 | 2000 | 2006 | 2015 |
| Einwohnerzahl | 397  | 416  | 350  | 322  | 300  | 332  | 171  | 176  | 185  | 159  |

## Sehenswürdigkeiten

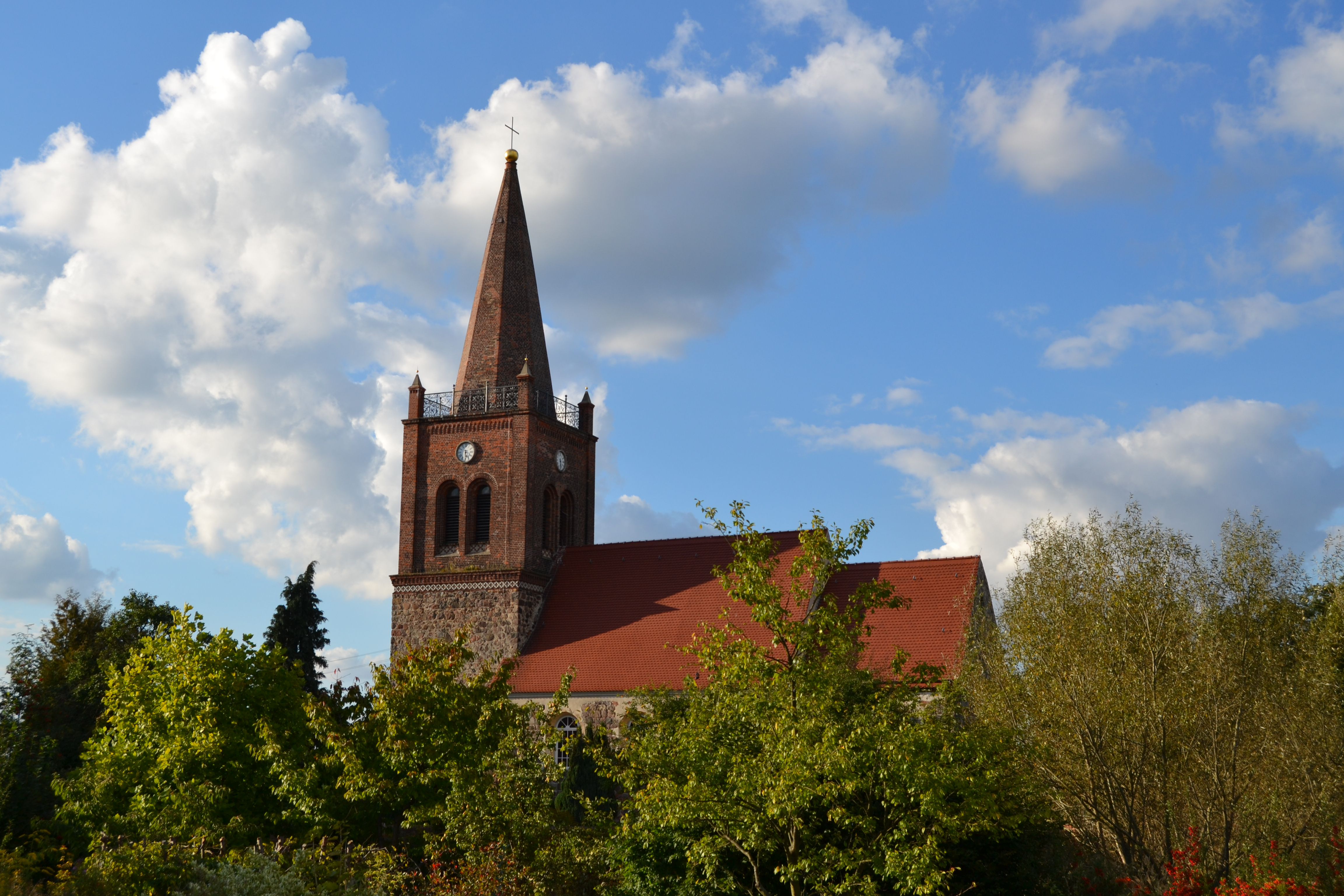
Dorfkirche von Marxdorf

In der Liste der Baudenkmale in Vierlinden stehen die in der Denkmalliste des Landes Brandenburg eingetragenen Baudenkmale des Ortes Marxdorf.
- Die Dorfkirche Marxdorf ist eine Feldsteinkirche, die in der Mitte des 13. Jahrhunderts errichtet wurde. Der Förderverein Alte Kirche Marxdorf bemüht sich um den Erhalt des Bauwerks.
- Das Zweifamilienhaus für Landarbeiter in der Dorfstraße 41 steht unter Denkmalschutz.
- Gedenkstein für die ehemalige Hohenzollerneiche